# 윈난붉은등밭쥐
윈난붉은등밭쥐(Eothenomys miletus)는 비단털쥐과에 속하는 설치류의 일종이다. 중국 시난 특히 윈난성에서 발견된다. 데이빗밭쥐속에서 가장 큰 종으로 큰 두개골과 부드럽고 굵으며 긴 털을 갖고 있으며, 황갈색부터 적갈색까지 띠며 하체는 회색이다.